# 545 Dywizja Grenadierów (III Rzesza)
545 Dywizja Grenadierów – niemiecka dywizja z czasów II wojny światowej.
Sformowana w Wiesbaden na mocy rozkazu z 10 lipca 1944, w 29 fali mobilizacyjnej w XII Okręgu Wojskowym. Zorganizowana rozkazem w lipcu 1944 na terenie Alzacji i Lotaryngii z różnych zapasowych, marszowych i tyłowych oddziałów, ściągniętych z Danii i Niemiec.
W związku z krytyczną sytuacją na froncie wschodnim, jeszcze przed ukończeniem formowania, na początku sierpnia 1944 roku została przerzucona do rejonu na północny zachód od Krosna, gdzie weszła w skład XI Korpusu SS 17 Armii i od razu weszła do walki przeciw Armii Czerwonej.
W dniu 9 października 1944 została przemianowana na 545 Dywizję Grenadierów Ludowych.

## Dowódcy dywizji
- gen. mjr Otto Obenaus 10.VII.1944 – 15.I.1945;
- gen. mjr Hans-Ernst Kohlsdorfer 15.I.1945 – 8.V.1945;

## Struktura organizacyjna
- Skład w lipcu 1944:

1085., 1086. i 1087. pułk grenadierów, 1545. pułk artylerii, 1545. batalion pionierów, 545. dywizyjna kompania fizylierów, 1545. oddział przeciwpancerny, 1545. oddział łączności, 1545. polowy batalion zapasowy;
- Skład w październiku 1944:

1085., 1086. i 1087. pułk grenadierów, 1545. pułk artylerii, 1545. batalion pionierów, 545. dywizyjny batalion fizylierów, 1545. oddział przeciwpancerny, 1545. oddział łączności, 1545. polowy batalion zapasowy;
- Skład w kwietniu 1945:

1085., 1086. i 1087. pułk grenadierów, 1545. pułk artylerii, 1545. batalion pionierów, 545. dywizyjny batalion fizylierów, 1545. oddział przeciwpancerny, 1545. oddział łączności, 1545. polowy batalion zapasowy;